# نورما بيلي
نورما بيلي هي مخرجة كندية، ولدت في 1949 في وينيبيغ في كندا.

## وصلات خارجية
- نورما بيلي على موقع IMDb (الإنجليزية)
- نورما بيلي على موقع ألو سيني (الفرنسية)
- نورما بيلي على موقع أول موفي (الإنجليزية)
- نورما بيلي على موقع قاعدة بيانات الأفلام السويدية (السويدية)
- نورما بيلي على موقع قاعدة بيانات الفيلم (الإنجليزية)
- نورما بيلي على موقع كينوبويسك (الروسية)